# Ляскі (Парчівський повіт)
Ляскі (пол. Laski) — село в Польщі, у гміні Парчів Парчівського повіту Люблінського воєводства. Населення — 333 особи (2011).

## Історія
За даними етнографічної експедиції 1869—1870 років під керівництвом Павла Чубинського, у селі переважно проживали греко-католики, які розмовляли українською мовою.
У 1975—1998 роках село належало до Білопідляського воєводства.

## Демографія
Демографічна структура станом на 31 березня 2011 року:
|          | Загалом | Допрацездатний вік | Працездатний вік | Постпрацездатний вік |
| -------- | ------- | ------------------ | ---------------- | -------------------- |
| Чоловіки | 173     | 34                 | 115              | 24                   |
| Жінки    | 160     | 27                 | 84               | 49                   |
| Разом    | 333     | 61                 | 199              | 73                   |